# Eilema interpositella
Eilema interpositella és una papallona nocturna de la subfamília Arctiinae i la família Erebidae.
Es troba al nord Àfrica i a la península Ibèrica.